# Сен-Жерве (Изер)
Сен-Жерве (фр. Saint-Gervais) — коммуна во Франции, находится в регионе Рона — Альпы. Департамент коммуны — Изер. Входит в состав кантона Сюд-Грезиводан. Округ коммуны — Гренобль.
Код INSEE коммуны — 38390. Население коммуны на 2008 год составляло 535 человек. Населённый пункт находится на высоте от 178 до 1536 метров над уровнем моря. Муниципалитет расположен на расстоянии около 470 км юго-восточнее Парижа, 80 км юго-восточнее Лиона, 20 км западнее Гренобля. Мэр коммуны — Моника Фор, мандат действует на протяжении 2008—2014 гг.
Динамика населения (INSEE):

## Известные уроженцы
- Морис Гаррель (фр. Maurice Garrel; 1923-2011) — французский актёр кино и театра.